# Непосредност
Непосредност је у примитивној и наивној умјетности и народној књижевности исто што и изворност израза у смислу наивне спонтаности и искрености, јер није посредован свјешћу о стилу, жанру, техничким поступцима, методи, док у умјетности и књижевности једне развијеније културе, нарочито у модерној умјетности и пјесништву, непосредност представља само утисак, који је у ствари посредован умјетничким размишљањем и посебним умјетничким мишљењем, па се зато негативна форма овог израза, тј. „не-посредност”, може сматрати одговарајућом, док јој не одговара позитивни облик „изворан”, „исконски”.